# Oropsylla bruneri
Oropsylla bruneri är en loppart som först beskrevs av Baker 1895.  Oropsylla bruneri ingår i släktet Oropsylla och familjen fågelloppor. Inga underarter finns listade i Catalogue of Life.